# Castroverde de Campos
Castroverde de Campos település Spanyolországban,  Zamora tartományban. Castroverde de Campos Valdunquillo, Bolaños de Campos, Aguilar de Campos, Barcial de la Loma, Villar de Fallaves, Villanueva del Campo és Valderas községekkel határos. Lakosainak száma 256 fő (2024).

## Népesség
A település népessége az utóbbi években az alábbiak szerint változott:
| Lakosok száma | 413  | 406  | 375  | 364  | 376  | 360  | 318  | 287  | 276  | 256  |
|               | 2001 | 2004 | 2007 | 2009 | 2012 | 2014 | 2017 | 2019 | 2022 | 2024 |